# Primærrute 40
Primærrrute 40 er en hovedlandevej i Nordjylland.
Primærrute 40 går fra Frederikshavns færgehavn til parkeringspladsen ved Grenen nordøst for Skagen by og er dermed Danmarks nordligste landevej.
Rute 40 har en længde på i alt 44,7 km. Undervejs kryder rute 40 E45, primærrute 35 og sekundærrute 597.
I forbindelse med Kommunalreformen i 2007 overgik hele ruten fra amtsvej til statsvej.

## Forløb
I Frederikshavn forløber ruten sammen med primærrute 35, skiftevis som 2- og 4-sporet vej. Efter krydset ved Nørregade forløber den som 2-sporet landevej hele vejen til Hulsig. Herefter følger en strækning på 4,5 km som 2+1-vej, hvorefter at der er 2 spor resten af vejen til Grenen.
Der er cykelsti langs hele ruten, bortset fra strækningen efter 2+1-vejens afslutning og indtil krydset i Skagens udkant med Højensvej. Der går dog en asfalteret cykel-/gangsti parallelt med landevejen fra Hulsig til Skagen, kaldet Hulsigstien.
Til aflastning af trafikken gennem Skagen by anlagde Skagen Kommune en nordlig omfartsvej, kaldet Bøjlevejen. Vejen bliver først og fremmest bygget for at få dagsturister til Grenen uden om byen, men det har vist sig at vejen også bliver benyttet til lokaltrafik til Skagen Nordby. Første etape af Bøjlevejen åbnede 1. juni 2006, mens anden etape åbnede primo 2008.
Bøjlevejen indgår ikke i primærrute 40, da den hverken er anlagt af Nordjyllands Amt eller Vejdirektoratet, men derimod af hhv. Skagen og Frederikshavn Kommuner. Forbindelserne til Bøjlevejen er dog delvist finansieret af Vejdirektoratet. Vejen er skiltet som ON, altså Ring Nord.

## Udbygning
Grundet den store trafikmængde om sommeren, er det et stort ønske blandt lokalbefolkningen, at hele strækningen mellem Aalbæk og Skagen skal udbygges. Nordjyllands Amt, som var vejbestyrelse for vejen indtil 2007, har gennemført en VVM-redegørelse for udvidelse af denne strækning til 2+1-vej, men afsatte kun penge til etableringen af den nuværende 4,5 km lange strækning. Derved droppede Vejdirektoratet projektet ved overtagelsen.